# КК Вентспилс
КК Вентспилс (лет. BK Ventspils) је летонски кошаркашки клуб из Вентспилса. У сезони 2018/19. такмичи се у Летонској кошаркашкој лиги, Балтичкој лиги и у ФИБА Лиги шампиона.

## Историја
Клуб је основан 1994. године и представља најтрофејнији тим летонског првенства са укупно 10 освојених титула (од чега чак 7 заредом у периоду од 2000. до 2006. године).
На европску сцену по први пут иступио је у сезони 1997/98. играњем у Купу Радивоја Кораћа. У Еврокупу је највећи успех било четвртфинале (сез. 2004/05.). У Еврочеленџу такође је најдаље стизао до четвртфинала и то у два наврата (сез. 2010/11. и 2011/12.). Када су регионална такмичења у питању, клуб је редовни учесник Балтичке лиге од њеног оснивања, а коначно је успео и да је освоји 2013. године и тако избори свој први међународни трофеј.

## Успеси

### Национални
- Првенство Летоније:
  - Првак (10): 2000, 2001, 2002, 2003, 2004, 2005, 2006, 2009, 2014, 2018.
  - Вицепрвак (9): 1998, 1999, 2007, 2011, 2012, 2013, 2015, 2017, 2019.

### Међународни
- Балтичка лига:
  - Победник (1): 2013.
  - Финалиста (1): 2015.

- Куп Балтичке лиге:
  - Финалиста (1): 2016.

## Познатији играчи
- Бојан Бакић
- Даирис Бертанс
- Јанис Блумс
- Џамар Јанг
- Јанис Стрелнијекс
- Мајер Четмен
- Владимир Штимац